# Сассовия

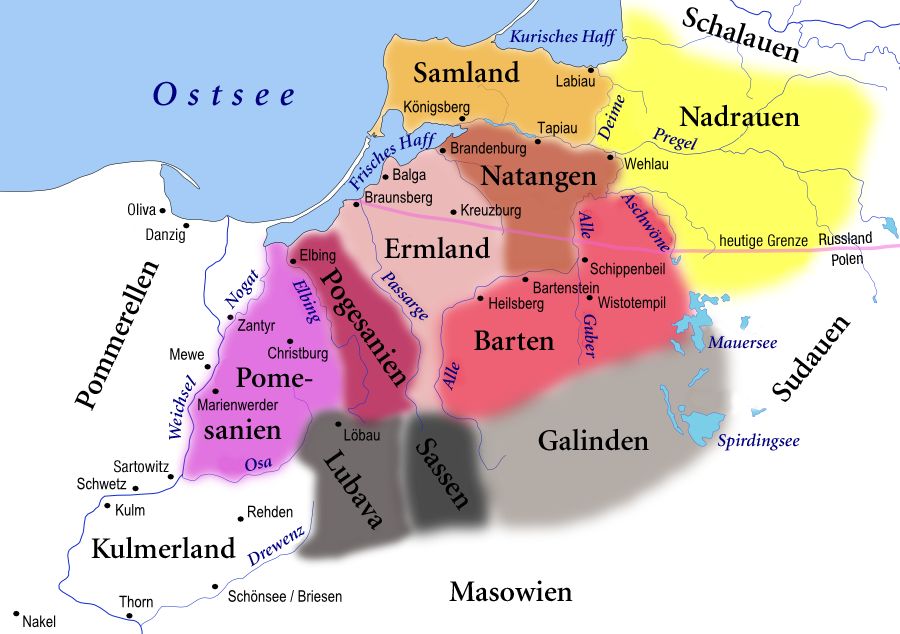
Карта земель Пруссии в XIII веке.

Гипотетическое расселение прусских племен в XIII веке

Сассовия (нем. Sassen, лат. terra Sossinensia;, лит. Sasna, пол. zemia sasińska) — одна из земель Пруссии, где проживало балтское прусское племя сассов. Сассовия находилась между прусскими землями Галиндия, Любавия, на севере граничила с Погезанией, Вармией и Бартией, а на юге — с польской Мазовией.

## История
Король Чехии Пржемысл Отакар II в 1267 году впервые упоминает землю Сассовия, признавая её собственностью Тевтонского ордена. Еще до прибытия тевтонских рыцарей-крестоносцев эта земля опустела из-за частых грабительских нападений мазовшан. Местные племена переселились на север к дружественным прусским племенам.
Крестоносцы под командованием маркграфа Генриха III Мейсенского напали на Помезанию и заложили замок Христбург (нем. Christburg) на месте крепости Гревосе (нем. Grewose). В 1242 году восставшие самбы отбили замок, в 1247 году Генрих фон Лихтенштейн вновь захватил замок, но вскоре в очередной раз потерял. После заключения перемирия между крестоносцами и прусскими племенами главный замок земли был отстроен на новом месте. Административным центром земли Сассовия был город Остероде (нем. Grewose). С 1320 года началась активная немецкая колонизация этой земли.
После разделов Речи Посполитой Сассовия отошла к провинции Восточная Пруссия королевства Пруссия. После Второй мировой войны в связи с ликвидацией Восточной Пруссии территория бывшей Сассовии отошла к Польской республике.